# Lato pełne wstydu
Lato pełne wstydu (serb.-chorw. Sramno leto / Срамно лето) – jugosłowiański czarno-biały film dramatyczny z 1969 roku w reżyserii Branislava Baštaca. Adaptacja powieści Branimira Šćepanovića, który jest też autorem scenariusza. 

## Obsada
- Vladimir Popović
- Krystyna Mikołajewska
- Neda Spasojević
- Boro Begović
- Husein Čokić
- Jovan Janićijević
- Veljko Mandić
- Petar Spajić Suljo
- Milorad Spasojević
- Ivo Martinović